# Giga Chikadze
Giga Chikadze (ur. 25 sierpnia 1988 w Tbilisi) – gruziński kick-bokser oraz zawodnik mieszanych sztuk walki (MMA) walczący w wadze piórkowej. Od 2018 roku startuje w organizacji UFC.

## Życiorys
Giga Chikadze urodził się 25 sierpnia 1988 w Tbilisi. Jako małe dziecko zaczął trenować karate Gōjū-ryū. Do trenowania się zainspirowały go filmy o sztukach walki Jeta Li i Bruce’a Lee. Jego pierwszym kontaktem z MMA było oglądanie o wczesnych godzinach wydarzeń UFC (w szczególności UFC 1) na kasetach VHS. Był pod wielkim wrażeniem Royce’a Graciego, jego zdolności do pokonywania przeciwników większych rozmiarów w ubraniach keikogi.
W późniejszym czasie zaczął startować w kickboxingu, przenosząc się do Holandii na treningi. W 2015 roku dołączył do Glory, największej na świecie organizacji kickboxingu.

## Lista zawodowych walk w MMA
| Wynik     | Bilans | Przeciwnik (bilans przed walką) | Rozstrzygnięcie                                               | Runda | Czas | Rozgrywki                                       | Data       | Miejsce       | Uwagi                                                    |
| --------- | ------ | ------------------------------- | ------------------------------------------------------------- | ----- | ---- | ----------------------------------------------- | ---------- | ------------- | -------------------------------------------------------- |
| Przegrana | 15-5   | David Onama (13-2)              | Decyzja (jednogłośna)                                         | 3     | 5:00 | UFC Fight Night: Machado Garry vs. Prates       | 26.04.2025 | Kansas City   |                                                          |
| Przegrana | 15-4   | Arnold Allen (19-3)             | Decyzja (jednogłośna)                                         | 3     | 5:00 | UFC 304                                         | 27.07.2024 | Manchester    |                                                          |
| Wygrana   | 15-3   | Alex Caceres (21-13)            | Decyzja (jednogłośna)                                         | 3     | 5:00 | UFC Fight Night: Holloway vs. The Korean Zombie | 26.08.2023 | Kallang       |                                                          |
| Przegrana | 14-3   | Calvin Kattar (22-5)            | Decyzja (jednogłośna)                                         | 5     | 5:00 | UFC on ESPN: Kattar vs. Chikadze                | 15.01.2022 | Las Vegas     | Main Event. Bonus za walkę wieczoru                      |
| Wygrana   | 14-2   | Edson Barboza (22-9)            | TKO (ciosy pięściami)                                         | 3     | 1:44 | UFC Fight Night: Barboza vs. Chikadze           | 28.08.2021 | Las Vegas     | Main Event. Bonus za występ wieczoru                     |
| Wygrana   | 13-2   | Cub Swanson (27-11)             | TKO (kopnięcie na korpus i ciosy pięściami w parterze)        | 1     | 1:03 | UFC on ESPN: Reyes vs. Procházka                | 01.05.2021 | Las Vegas     | Co-Main Event. Bonus za występ wieczoru                  |
| Wygrana   | 12-2   | Jamey Simmons (7-2)             | TKO (wysokie kopnięcie na głowę i ciosy pięściami w parterze) | 1     | 3:51 | UFC on ESPN: Santos vs. Teixeira                | 07.11.2020 | Las Vegas     | Bonus za występ wieczoru                                 |
| Wygrana   | 11-2   | Omar Morales (10-0)             | Decyzja (jednogłośna)                                         | 3     | 5:00 | UFC Fight Night: Moraes vs. Sandhagen           | 11.10.2020 | Abu Zabi      |                                                          |
| Wygrana   | 10-2   | Irwin Rivera (9-4)              | Decyzja (jednogłośna)                                         | 3     | 5:00 | UFC on ESPN: Overeem vs. Harris                 | 16.05.2020 | Jacksonville  |                                                          |
| Wygrana   | 9-2    | Jamall Emmers (17-4)            | Decyzja (niejednogłośna)                                      | 3     | 5:00 | UFC 248                                         | 07.03.2020 | Las Vegas     |                                                          |
| Wygrana   | 8-2    | Brandon Davis (10-7)            | Decyzja (niejednogłośna)                                      | 3     | 5:00 | UFC on ESPN+ 18: Hermansson vs. Cannonier       | 28.09.2019 | Kopenhaga     | Debiut w UFC                                             |
| Wygrana   | 7-2    | Damien Manzanares (0-1)         | TKO (poddanie się po ciosach)                                 | 1     | 0:45 | Gladiator Challenge: MMA World Championships    | 23.03.2019 | Whitney       |                                                          |
| Wygrana   | 6-2    | C.J. Baines (2-31)              | Poddanie (dźwignia prosta na staw łokciowy)                   | 1     | 0:12 | Gladiator Challenge: Summer Showdown            | 11.08.2018 | Rancho Mirage |                                                          |
| Przegrana | 5-2    | Austin Springer (9-3)           | Poddanie (duszenie zza pleców)                                | 3     | 4:10 | Dana White’s Contender Series 2018: Week 2      | 19.06.2018 | Las Vegas     | Pojedynek o kontrakt z UFC. Debiut w kategorii piórkowej |
| Wygrana   | 5-1    | Kevin Ceron (0-0)               | TKO (cios)                                                    | 1     | 2:37 | Gladiator Challenge: MMA Fighting Championship  | 21.04.2018 | Rancho Mirage |                                                          |
| Wygrana   | 4-1    | Kevin Gratts (0-1)              | KO (cios)                                                     | 1     | 1:17 | Gladiator Challenge: Season’s Beatings          | 16.12.2017 | Rancho Mirage |                                                          |
| Wygrana   | 3-1    | Julian Hernandez (0-13)         | TKO (cios)                                                    | 1     | 0:49 | Gladiator Challenge: Summer Feud                | 10.06.2017 | Rancho Mirage |                                                          |
| Wygrana   | 2-1    | Anthony Ross (1-10)             | TKO (cios)                                                    | 1     | 0:10 | Gladiator Challenge: Absolute Beat Down         | 25.03.2017 | San Jacinto   |                                                          |
| Wygrana   | 1-1    | Joe Bear (0-0)                  | TKO (niezdolność do kontynuowania walki)                      | 1     | 1:50 | Gladiator Challenge: Season’s Beatings          | 17.12.2016 | San Jacinto   |                                                          |
| Przegrana | 0-1    | Gil Guardado (4-1)              | Decyzja (jednogłośna)                                         | 3     | 5:00 | WSOF 26: Palmer vs. Almeida                     | 18.12.2015 | Las Vegas     | Debiut w zawodowym MMA                                   |